# Karl Siegmeth
Karl Siegmeth (ur. 11 września 1845, Znojmo (Morawy), zm. 21 kwietnia 1912, Munkács (Zakarpacie)) – niemiecki inżynier kolejowy i wyższy urzędnik kolei austriackich, geolog, speleolog, turysta i krajoznawca. Działacz turystyczny i autor wielu publikacji krajoznawczych.

## Życiorys
Studiował w Wiedniu, Zurychu i Monachium. W latach 1866–1867 pracował jako inżynier praktykant w zakładach budowy maszyn w Wiener Neustadt, a w latach 1868–1869 w Monachium jako asystent na tamtejszej politechnice. W 1869 r. przybył na Węgry, podejmując pracę na Kolei Północno-Wschodniej. Pracował jako inżynier kolejowy w Miszkolcu, a od roku 1871 jako kierownik oddziału w Sátoraljaújhely. W roku 1890 został przeniesiony do Debreczyna, gdzie pracował na różnych stanowiskach kierowniczych. W maju 1905 r. został mianowany zastępcą naczelnika Węgierskich Kolei Państwowych w Budapeszcie, po roku jednak przeszedł na emeryturę. Na początku 1912 r. przeprowadził się do Mukaczewa, gdzie wkrótce zmarł.
Był działaczem Węgierskiego Towarzystwa Karpackiego (MKE) – od początku sekretarzem Sekcji Beskidzkiej tej organizacji, drugiej w kolejności sekcji terenowej, zawiązanej 28 marca 1878 r. w Użhorodzie, a po jej połączeniu się 14 sierpnia w Sobrancach z Sekcją Marmaroską – urzędującym wiceprzewodniczącym (przez 35 lat) i sekretarzem nowo powstałej Sekcji Wschodniokarpackiej z siedzibą w Sátoráljaújhely. Pod jego kierownictwem sekcja organizowała wycieczki turystyczne, zakładała schrony i schroniska turystyczne, badała jaskinie, organizowała prelekcje połączone z pokazami przeźroczy i propagowała potrzebę ochrony przyrody i krajobrazu. Ponadto był członkiem kilku towarzystw geograficznych, Austriackiego Stowarzyszenia Inżynierów i Budowniczych, członkiem korespondentem Societé de Spéléologie w Paryżu i in.
Artykuły o tematyce turystycznej zaczął pisać w 1878 roku, zyskując wkrótce szerokie uznanie zarówno wśród zwykłych czytelników jak i wśród kół naukowych. Większość prac publikował w Rocznikach MKE, inne w takich czasopismach jak Turisták Lapja, Zipser Bote, Kaschauer Zeitung i in. Szczególnie ważne były doniesienia opublikowane w pierwszych dwóch dekadach działalności MKE, kiedy turystyka była jeszcze ściśle kojarzona z odkrywaniem tajników przyrody i badaniami naukowymi. Opisał wiele miejsc i regionów w ówczesnych wschodnich żupach Marmaroskiej, Bereżskiej i Użskiej, a także w żupach Gemerskiej, Abowskiej, Trenczyńskiej, Liptowskiej i Turczańskiej. Był także autorem przewodników turystycznych po różnych częściach Karpat, wydawanych w kilku językach, w tym m.in. przewodników po tatrach w językach niemieckim i francuskim.
Od 1880 r. poświęcił się systematycznym badaniom jaskiń, zwłaszcza na terenach Krasu Słowacko-Węgierskiego oraz na krasowych obszarach Spiszu i Liptowa. Zabiegał o ochronę jaskiń i ubolewał nad bezmyślnym niszczeniem ich szaty naciekowej. Po utworzeniu w 1910 r. komisji ds. badań krasowych w ramach Węgierskiego Towarzystwa Geologicznego został jej pierwszym kierownikiem.
Był także doświadczonym fotografem. Jego kolekcja przeźroczy z jaskiń Krasu Słowacko-Węgierskiego oraz krasu Spisko-Gemerskiego, którą wykorzystywał w licznych prelekcjach, liczyła ok. 300 diapozytywów.
Za wytrwałą, wieloletnią działalność MKE obdarzyło go tytułem członka honorowego.